# Club Deportivo Cardezar
El Club Deportivo Cardezar (en catalán Club Esportiu Cardassar) es el club de fútbol español del municipio de San Lorenzo del Cardezar (Islas Baleares). Fue fundado en 1924 y actualmente milita en Tercera Federación

## Historia del club

### Fundación
La inscripción del club, con nombre originario Club Deportivo Descardazar, fue el 1 de julio de 1924, que de manera retroactiva fue inscrito a la Real Federación Española de Fútbol una vez creada. No sería hasta 1949 que su nombre pasaría a ser Club Esportu Cardassar.
El primer partido que disputó el club fue al comienzo de verano del año 1924 en el Campo Rojo de Son Carrió, muy cerca de las vías del tren, ubicado en un terraplén, cuyo aspecto provocaba que los espectadrores visualizaran perfectamente los partidos del club.
En los arranques del club no disputaba ninguna competición de carácter oficial, todo se basaba en partidos amistosos con los pueblos de alrededores, en Manacor, Felanich, Petra y Sinéu.
El club lorenzano, a pesar de contar con cerca de cien años, únicamente ha subido en cuatro ocasiones a la Primera Regional Preferente de Mallorca en la que ha permanecido diecisiete temporadas. En estas cuatro ocasiones ha sido campeón en dos, en la campaña 57-58, que ascendió desde Primera Regional porque no había Preferente; y la 19-20. Consiguiendo así el año 2020, con un playoff "exprés" dada la situación causada por laCOVID-19, el ascenso a la Tercera División.
El entrenador Sebastià Pocoví fue el artífice del ascenso de 1958, Vicenç Acuñas de la Liga 88-89, Miquel Àngel Caldentey, Saletas, de la 98-99; y el nombrado Miquel Àngel Tomás de la temporada 2019-20.

#### Equipaciones
El equipo se ha caracterizado por tener en sus equipaciones poca variedad de colores. Ya desde los inicios, las primeras camista lucían unas anchas rayas amarillas y negras mientras que los pantalones estaban confeccionadas con ropa de soldado de un color oscuro, entre negra y azul. El portero iba vestido de blanco con un gran dibujo en forma de "V" en el pecho.

### Inundaciones de Mallorca en 2018
El 9 de octubre de 2018 la localidad de San Lorenzo del Cardezar fue golpeada duramente debido a unas fuertes riadas que provocaron importantes daños, tanto personales como materiales. El conjunto mallorquín no pudo escapar de esos trágicos días y el estadio quedó destrozado. Es Moleter quedó arrasado, mostrando una imagen sobrecogedora que, en seguida, se hizo viral y tuvo que trasladarse durante meses hasta Artá y Cala Millor para poder jugar sus partidos.
El club se encontraba en esos momentos en Primera Regional de Mallorca y la situación de aquellos días pudo acabar con el futuro del equipo. Los apoyos llegaron desde toda España, sobre todo del CA Osasuna, quienes les mandaron todo el material deportivo necesario para que pudieran entrenar y jugar sin problemas.
La RFEF, la FFIB y el Gobierno Balear aportaron lo necesario para reconstruir el campo de fútbol, sin olvidar la contribución de Rafael Nadal, vecino de la comarca y protagonista de una de las imágenes más recordadas de aquel suceso, ayudando como un vecino más en las instalaciones deportivas que se vieron afectadas. El tenista, natural de Manacor, a unos kilómetros de San Lorenzo del Cardezar, donó un millón de euros para que el Ayuntamiento reconstruyese las instalaciones deportivas, lo que permitió que el campo pudiese reinaugurarse en la víspera del Día de Reyes, el 5 de enero de 2019. En los dos años siguiente a la reinauguración de Es Moleter, el club encadenó dos ascensos hasta alcanzar Tercera División.

## Temporadas

### De la 45/46 a la 79/80
| 1a        |       |       |       |       |       |       |       |       |       |       |       |       |       |       |       |       |       |       |       |       |       |       |       |       |       |       |       |       |       |       |       |       |       |       |       |
| 2a        |       |       |       |       |       |       |       |       |       |       |       |       |       |       |       |       |       |       |       |       |       |       |       |       |       |       |       |       |       |       |       |       |       |       |       |
| 2a B      |       |       |       |       |       |       |       |       |       |       |       |       |       |       |       |       |       |       |       |       |       |       |       |       |       |       |       |       |       |       |       |       |       |       |       |
| 3a        |       |       |       |       |       |       |       |       |       |       |       |       |       | 15º   | 10º   | 14º   |       |       |       |       |       |       |       |       |       |       |       |       |       |       |       |       |       |       |       |
| R1        |       |       |       |       |       |       |       |       |       |       |       | 2º    | 1º    |       |       |       |       |       |       |       |       |       |       |       |       |       |       |       |       |       |       |       |       |       |       |
| R2        |       |       |       |       |       |       |       |       |       |       | 5º    |       |       |       |       |       |       |       |       |       |       |       |       | 7º    | 10º   |       | 15º   |       |       |       |       |       |       |       |       |
| R3        | 3º    | 3º    |       | 7º    |       |       |       | 8º    |       |       |       |       |       |       |       |       |       |       | 3º    |       |       |       |       |       |       |       |       | 5º    | 10º   |       |       |       |       |       | 6º    |
| Temporada | 45/46 | 46/47 | 47/48 | 48/49 | 49/50 | 50/51 | 51/52 | 52/53 | 53/54 | 54/55 | 55/56 | 56/57 | 57/58 | 58/59 | 59/60 | 60/61 | 61/62 | 62/63 | 63/64 | 64/65 | 65/66 | 66/67 | 67/68 | 68/69 | 69/70 | 70/71 | 71/72 | 72/73 | 73/74 | 74/75 | 75/76 | 76/77 | 77/78 | 78/79 | 79/80 |

### De la 80/81 a la 14/15
| 1a        |       |       |       |       |       |       |       |       |       |       |       |       |       |       |       |       |       |       |       |       |       |       |       |       |       |       |       |       |       |       |       |       |       |       |       |
| 2a        |       |       |       |       |       |       |       |       |       |       |       |       |       |       |       |       |       |       |       |       |       |       |       |       |       |       |       |       |       |       |       |       |       |       |       |
| 2a B      |       |       |       |       |       |       |       |       |       |       |       |       |       |       |       |       |       |       |       |       |       |       |       |       |       |       |       |       |       |       |       |       |       |       |       |
| 3a        |       |       |       |       |       |       |       |       |       | 12º   | 15º   | 9º    | 13º   | 11º   | 12º   | 13º   | 16º   | 18º   |       | 6º    | 8º    | 9º    | 17º   | 19º   |       |       |       |       |       |       |       |       |       |       |       |
| R1        |       |       | 9º    | 14º   | 8º    | 14º   | 11º   | 3º    | 5º    |       |       |       |       |       |       |       |       |       | 4º    |       |       |       |       |       | 7º    | 8º    | 11º   | 18º   | 15º   | 9º    | 10º   | 7º    | 10º   | 4º    | 3º    |
| R2        |       | 2º    |       |       |       |       |       |       |       |       |       |       |       |       |       |       |       |       |       |       |       |       |       |       |       |       |       |       |       |       |       |       |       |       |       |
| R3        | 2º    |       |       |       |       |       |       |       |       |       |       |       |       |       |       |       |       |       |       |       |       |       |       |       |       |       |       |       |       |       |       |       |       |       |       |
| Temporada | 80/81 | 81/82 | 82/83 | 83/84 | 84/85 | 85/86 | 86/87 | 87/88 | 88/89 | 89/90 | 90/91 | 91/92 | 92/93 | 93/94 | 94/95 | 95/96 | 96/97 | 97/98 | 98/99 | 99/00 | 00/01 | 01/02 | 02/03 | 03/04 | 04/05 | 05/06 | 06/07 | 07/08 | 08/09 | 09/10 | 10/11 | 11/12 | 12/13 | 13/14 | 14/15 |

### De la 15/16 a la actualidad
| 1a        |       |       |       |       |       |       |
| 2a        |       |       |       |       |       |       |
| 2a B      |       |       |       |       |       |       |
| 3a        |       |       |       |       |       | 6º    |
| R1        | 8º    | 12º   | 20º   |       | 1º    |       |
| R2        |       |       |       | 3º    |       |       |
| R3        |       |       |       |       |       |       |
| Temporada | 15/16 | 16/17 | 17/18 | 18/19 | 19/20 | 20/21 |

### De la 21/22 a la actualidad
| 1a        |       |
| 2a        |       |
| 1ª RFEF   |       |
| 2ª RFEF   |       |
| 3ª RFEF   |       |
| R1        |       |
| R2        |       |
| R3        |       |
| Temporada | 21/22 |